# Абу-Касимові капці (казка)

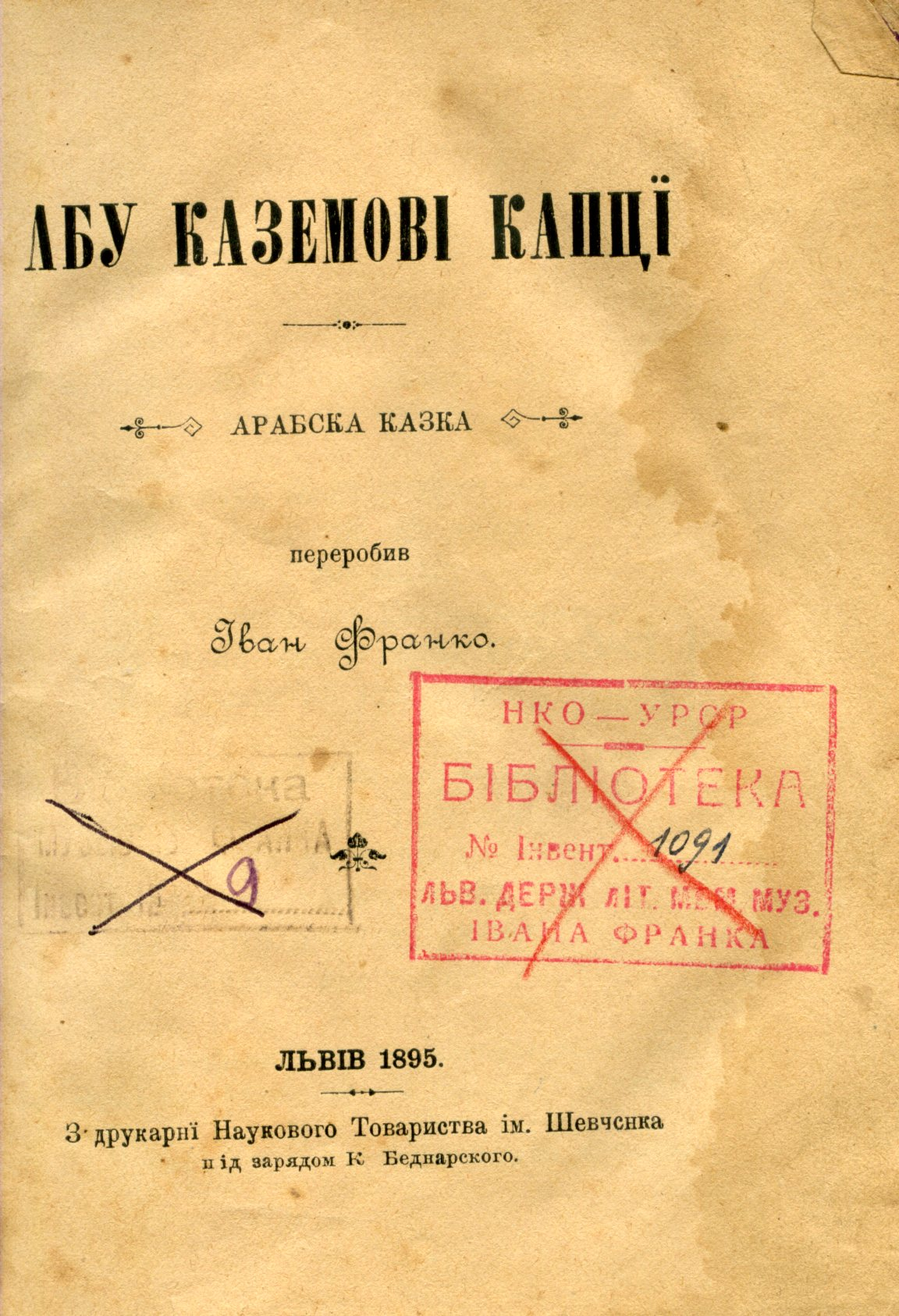
Обкладинка першовидання казки «Абу-Касимові капці». Львів, 1895

«Абу-Касимові капці» — поетична казка українського письменника Івана Франка, в основі якої східний (арабський) сюжет. Вперше казка побачила світ у Львові 1895 року під назвою «Абу-Каземові капці» і мала великий успіх у читачів.
Вона відразу привернула увагу видатного українського вченого-сходознавця Агатангела Кримського, який написав на неї рецензію, де висловив своє захоплення чудовим твором, а також деякі критичні зауваги щодо казки І. Франка, зокрема щодо власних назв і деяких інших лексем, а також запозиченого сюжету. У відповідь на це, І. Франко другому виданні казки (1902 р. Львів) щиро розповів про історію створення «Абу-Касимових капців», яка виявилася насправді дуже незвичайною. Іван Франко вперше про Абу-Касима і його капці почув ще навчаючись у дрогобицькій гімназії з уст неписьменного місцевого мешканця. Ось як він про це згадує: «замість Абу-Касима він називав героя Казоємом, а замість капців говорив „сапоги“. „Послухайте тепер про Казоємові сапоги“ — так розпочав він своє оповідання коли при святі у нього зібралося багато молоді, таких же неписьменних парубків і дівчат. Усі слухали і реготали. Я також». Наступного разу з Абу-Касимом І. Франко зустрівся у Відні, коли купив в антикварному магазині  стару німецьку збірку арабських казок в 11 томах під назвою «Тисяча і один день», яка складалася із східних оповідань, перероблених на французький лад ще у XVIII столітті. У 4-му томі цього видання І. Франко і знайшов свого «старого знайомого Казоєма». Оригінальне прозове оповідання І. Франко переробив на власну поетичну казку.

### Сюжет і персонажі
Мабуть кожен український читач знає початок цієї казки:

У Багдаді, славнім місті, Тому літ не сто не двісті, Як халіфи ще жили, Був вдовець, стара катряга, Та такий був скупиндряга, Що шукать по всій землі.

Отже головний герой твору — старий купець Абу-Касим, зовнішність якого Іван Франко надзвичайно колоритно описав:

Хоч багатий був як рідко, Та ходив брудний мов дідько, І обдертий мов жебрак.

Абу-Касим торгував пахощами і славився своєю неймовірною скупістю. Він завжди був злиденно, по-жебрацький одягнений, але найстрашнішим було його взуття, чи як кажуть у Галичині — капці, відомі на весь Багдад. Саме навколо цих страшних капців І. Франко базує весь сюжет свого твору.
Абу-Касим, розуміючи наскільки його взуття жахливе, впродовж цілого твору намагається його позбутися, але це йому ніяк не вдається. Кожна його спроба завершується невдачею, іноді комічною, іноді трагічною.
Закінчується казка тим, що Абу-Касим втрачає все своє багатство і стає «турецьким святим» — дервішем-жебраком, який до кінця життя ходить з тими капцями на плечах. А коли помер, то з ними його і поховали.

### Східний колорит і українські мотиви. Внесок Івана Франка
Український сходознавець Агатангел Кримський написав про «Абу-Касимові капці» таке: 
«Автор позичив з арабської казки лише фабулу. Він її прибрав у прекрасну поетичну форму… закрасив іще й гумором, і збудував на непретензіональній чужій фабулі самостійний твір, високоестетичний, високої художницької вартості».
Іван Франко у цьому творі поетично і колоритно зобразив реалії життя Сходу, але крім східних мотивів він вплітає у тканину твору і українські елементи, вживає багато галицьких слів, а деякі арабські поняття українізує. У час, коли Схід для українців (і європейців) був практично невідомим, він зумів наблизити до українського читача арабську розповідь, познайомити українців зі знаменитими казками Сходу.
У творі «Абу-Касимові капці» можливо вперше в українській літературі Іван Франко розповідає про дервішество. Як зазначив А. Кримський «воно (дервішество) освітлене у Франка так, неначе б він пильно вчитувався в ціле дервішівське письменство».

### Видання казки
Ще за життя письменника зʼявилося декілька видань казки «Абу-Касимові капці». Вперше надрукована вона у 1895 р, у журналі «Дзвінок», у 1899 р. за підписом «І. Мирон» перевидана із значними мовними змінами у Черкасах (даних про участь І. Франка у цьому виданні немає).
У новій редакції казка була видана окремою книгою у 1902 р. у Львові (з доданим «Переднім словом» Івана Франка), у 1914 р. ця поема-казка була видана українською громадою у Канаді. Після смерті Івана Франка «Абу-Касимові капці» друкувалися ще багато разів в Україні (у 1924, 1965, 1984, 1998 і 2008 роках), а одним з найкращих вважається видання з чудовими ілюстраціями українського художника Івана Крислача (1977 і 2017 роки).